# Giro del Lussemburgo 2000
Il Giro del Lussemburgo 2000, sessantaquattresima edizione della corsa, si svolse dall'8 all'11 giugno su un percorso di 692 km ripartiti in 5 tappe, con partenza a Lussemburgo e arrivo a Diekirch. Fu vinto dall'italiano Alberto Elli della Deutsche Telekom, al suo secondo successo in questa competizione, davanti al lussemburghese Benoît Joachim e all'italiano Nicola Loda.

## Tappe
| Tappa  | Data      | Percorso                                      | km   | Vincitore di tappa  | Leader cl. generale |
| ------ | --------- | --------------------------------------------- | ---- | ------------------- | ------------------- |
| 1ª     | 8 giugno  | Lussemburgo > Dippach                         | 181  | Filippo Simeoni     | Filippo Simeoni     |
| 2ª     | 9 giugno  | Wormeldange > Bertrange                       | 210  | Nicola Loda         | Alberto Elli        |
| 3ª     | 10 giugno | Dudelange > Beckerich                         | 108  | Alessandro Petacchi | Alberto Elli        |
| 4ª     | 10 giugno | Bettembourg > Bettembourg (cron. individuale) | 14,5 | Dylan Casey         | Alberto Elli        |
| 5ª     | 11 giugno | Diekirch > Diekirch                           | 179  | Alessandro Petacchi | Alberto Elli        |
| Totale | Totale    | Totale                                        | 692  |                     |                     |

## Dettagli delle tappe

### 1ª tappa
- 8 giugno: Lussemburgo > Dippach – 181 km

| Pos. | Corridore       | Squadra     | Tempo    |
| ---- | --------------- | ----------- | -------- |
| 1    | Filippo Simeoni | Amica Chips | 4h43'49" |
| 2    | Alberto Elli    | Telekom     | a 7"     |
| 3    | Henk Vogels     | Mercury     | s.t.     |

| Pos. | Corridore       | Squadra     | Tempo    |
| ---- | --------------- | ----------- | -------- |
| 1    | Filippo Simeoni | Amica Chips | 4h43'39" |
| 2    | Alberto Elli    | Telekom     | a 8"     |
| 3    | Henk Vogels     | Mercury     | a 10"    |

### 2ª tappa
- 9 giugno: Wormeldange > Bertrange – 210 km

| Pos. | Corridore     | Squadra       | Tempo    |
| ---- | ------------- | ------------- | -------- |
| 1    | Nicola Loda   | Fassa Bortolo | 5h11'54" |
| 2    | Sergej Ivanov | Farm Frites   | a 4"     |
| 3    | Alberto Elli  | Telekom       | a 7"     |

| Pos. | Corridore     | Squadra       | Tempo    |
| ---- | ------------- | ------------- | -------- |
| 1    | Alberto Elli  | Telekom       | 9h55'42" |
| 2    | Nicola Loda   | Fassa Bortolo | a 1'25"  |
| 3    | Sergej Ivanov | Farm Frites   | a 1'41"  |

### 3ª tappa
- 10 giugno: Dudelange > Beckerich – 108 km

| Pos. | Corridore           | Squadra       | Tempo    |
| ---- | ------------------- | ------------- | -------- |
| 1    | Alessandro Petacchi | Fassa Bortolo | 2h13'29" |
| 2    | Niko Eeckhout       | Palmans-Ideal | s.t.     |
| 3    | Jan Bratkowski      | Coast         | s.t.     |

| Pos. | Corridore     | Squadra       | Tempo     |
| ---- | ------------- | ------------- | --------- |
| 1    | Alberto Elli  | Telekom       | 12h10'12" |
| 2    | Nicola Loda   | Fassa Bortolo | a 1'25"   |
| 3    | Sergej Ivanov | Farm Frites   | a 1'41"   |

### 4ª tappa
- 10 giugno: Bettembourg > Bettembourg (cron. individuale) – 14,5 km

| Pos. | Corridore       | Squadra   | Tempo  |
| ---- | --------------- | --------- | ------ |
| 1    | Dylan Casey     | US Postal | 17'01" |
| 2    | Levi Leipheimer | US Postal | a 20"  |
| 3    | Marc Wauters    | Rabobank  | a 29"  |

| Pos. | Corridore      | Squadra       | Tempo     |
| ---- | -------------- | ------------- | --------- |
| 1    | Alberto Elli   | Telekom       | 12h28'04" |
| 2    | Benoît Joachim | US Postal     | a 1'28"   |
| 3    | Nicola Loda    | Fassa Bortolo | a 1'34"   |

### 5ª tappa
- 11 giugno: Diekirch > Diekirch – 179 km

| Pos. | Corridore           | Squadra       | Tempo    |
| ---- | ------------------- | ------------- | -------- |
| 1    | Alessandro Petacchi | Fassa Bortolo | 4h20'13" |
| 2    | Rolf Sörensen       | Rabobank      | a 50"    |
| 3    | Filippo Simeoni     | Amica Chips   | s.t.     |

| Pos. | Corridore      | Squadra       | Tempo     |
| ---- | -------------- | ------------- | --------- |
| 1    | Alberto Elli   | Telekom       | 16h50'11" |
| 2    | Benoît Joachim | US Postal     | a 1'28"   |
| 3    | Nicola Loda    | Fassa Bortolo | a 1'34"   |

## Classifiche finali

### Classifica generale
| Pos. | Corridore           | Squadra               | Tempo     |
| ---- | ------------------- | --------------------- | --------- |
| 1    | Alberto Elli        | Team Deutsche Telekom | 16h50'11" |
| 2    | Benoît Joachim      | US Postal Service     | a 1'28"   |
| 3    | Nicola Loda         | Fassa Bortolo         | a 1'34"   |
| 4    | Sergej Ivanov       | Farm Frites           | s.t.      |
| 5    | Michael Sandstød    | Memory Card           | a 1'41"   |
| 6    | Nicki Sörensen      | Team Fakta            | a 2'05"   |
| 7    | Fabio Malberti      | Amica Chips           | a 2'06"   |
| 8    | Lennie Kristensen   | Team Fakta            | a 2'23"   |
| 9    | Dave Bruylandts     | Palmans-Ideal         | a 2'48"   |
| 10   | Alessandro Petacchi | Fassa Bortolo         | a 3'44"   |